# 龍運巴士A47線
龍運巴士A47線是香港一條已取消的機場特快巴士路線，來往大埔（富亨）及機場，被標榜為「青沙公路特快」。
本線是大埔區首條機場巴士A線和新界區首條取道青沙公路直達機場的常規專營巴士路線，亦是首條走畢整條8號幹線的常規專營巴士路線，以及龍運巴士首條途經青沙公路及九龍區的常規專營巴士路線。

## 歷史
- 2015年12月19日：本線投入服務。
- 2016年8月20日：由機場開出班次由18:00調整至18:15。
- 2017年1月27日，由於客量極低，本線取消服務，由A47X線總站遷往富亨，經大埔墟站及廣福邨往返機場所取代，部分班次繞經大埔中心、香港科學園、大學站及國泰城；往機場方向之頭班車提早至05:00開出[1]，此路線成為赤鱲角新機場於1998年啟用後，首條因路線重組而停辦的機場A線，亦是營運日數最短的常規機場A線，由開辦至停辦只有405日。

## 服務時間及班次
大埔（富亨）開
- 每日：07:10

機場開
- 每日：18:15

## 收費
全程：$30.9
- 青馬收費廣場往機場：$18.9
- 大學站往大埔（富亨）：$11
- 廣福往大埔（富亨）：$7.7

| - 本線設有12歲以下小童及65歲或以上長者半價優惠。 - 本線不設長者及殘疾人士每程$2.0的票價優惠；12至64歲殘疾人士如使用「殘疾人士身份」個人八達通，以及60至64歲香港居民使用「樂悠咭」繳付車資，會以全費計算。 - 乘客可以現金或八達通於上車時付款，不設找續。 - 每位成人乘客可免費攜帶最多兩名4歲以下而不佔座位的兒童乘客乘車，超額之4歲以下小童必須繳付小童車費乘車。 - 持有「九巴月票」之乘客在車票有效期內，每日可享最多10程任何九龍巴士及龍運巴士路線（包括本路線，以及聯營路線的九龍巴士／龍運巴士提供的班次；惟乘搭機場「A」及「NA」線則可享原價二七折優惠（不會計算每天10次合資格車程））；而B1線則每日可享最多各2程（不會計算每天10次合資格車程）。 - 九龍巴士、城巴、龍運巴士及陽光巴士全職員工及家屬（不包括外判職員）可免費乘搭本路線，惟必須拍職員或職員家屬八達通。 - 乘客亦可透過多元化電子支付系統（e度嘟）繳付車資，包括使用非接觸式VISA卡、JCB卡、萬事達卡、銀聯卡、美國運通、大來國際、Discover Card、Apple Pay、Google Pay、Samsung Pay、AlipayHK「易乘碼」、支付寶、WeChatHK／微信支付「搭車碼」、銀聯雲閃付「乘車碼」及BOC Pay「乘車碼」。乘客使用此付款方式，使用此支付方式的乘客可享有中途下車之分段收費，以及與其他九巴／龍運獨營路線或聯營線九巴／龍運班次之轉乘優惠，惟不適用於與非九巴／龍運路線之轉乘優惠，亦不能享有「公共交通費用補貼計劃」。 |

### 八達通轉乘優惠
乘客登上本線後指定時間內以同一張八達通卡轉乘以下路線，或從以下路線登車後指定時間內以同一張八達通卡轉乘本線，次程可獲車資折扣優惠：
A47←→龍運E線，於青馬收費廣場或機場轉乘
- A47往機場 → E31、E32、E33/E33P、E34A/E34B/E34P/E34X、E41或E42往東涌/機場，次程車資全免，轉乘時限為90分鐘
- E31、E32、E33/E33P、E34A/E34B/E34P、E41或E42往市區 → A47往大埔，回贈首程車資，轉乘時限為60分鐘
- E31或E32往東涌/機場 → A47往機場，第二程$8.1，轉乘時限為90分鐘
- E33、E34A/E34B/E34P/E34P/E34X或E42往東涌/機場 → A47往機場，第二程$13.8，轉乘時限為90分鐘
- E33P往機場 → A47往機場，第二程$13.4，轉乘時限為90分鐘
- E41往機場 → A47往機場，第二程$17.0，轉乘時限為90分鐘
- A47往大埔 → E31、E32、E33/E33P、E34A/E34B/E34P、E41或E42往市區，次程車資全免，轉乘時限為60分鐘

A47←→R8，次程可獲$3折扣優惠，於青馬收費廣場轉乘
- A47任何方向 → R8往迪士尼樂園，轉乘時限為90分鐘
- R8往青馬收費廣場 → A47任何方向，轉乘時限為60分鐘

## 使用車輛
取消前用車為1輛亞歷山大丹尼士Enviro 500 MMC。

## 行車路線

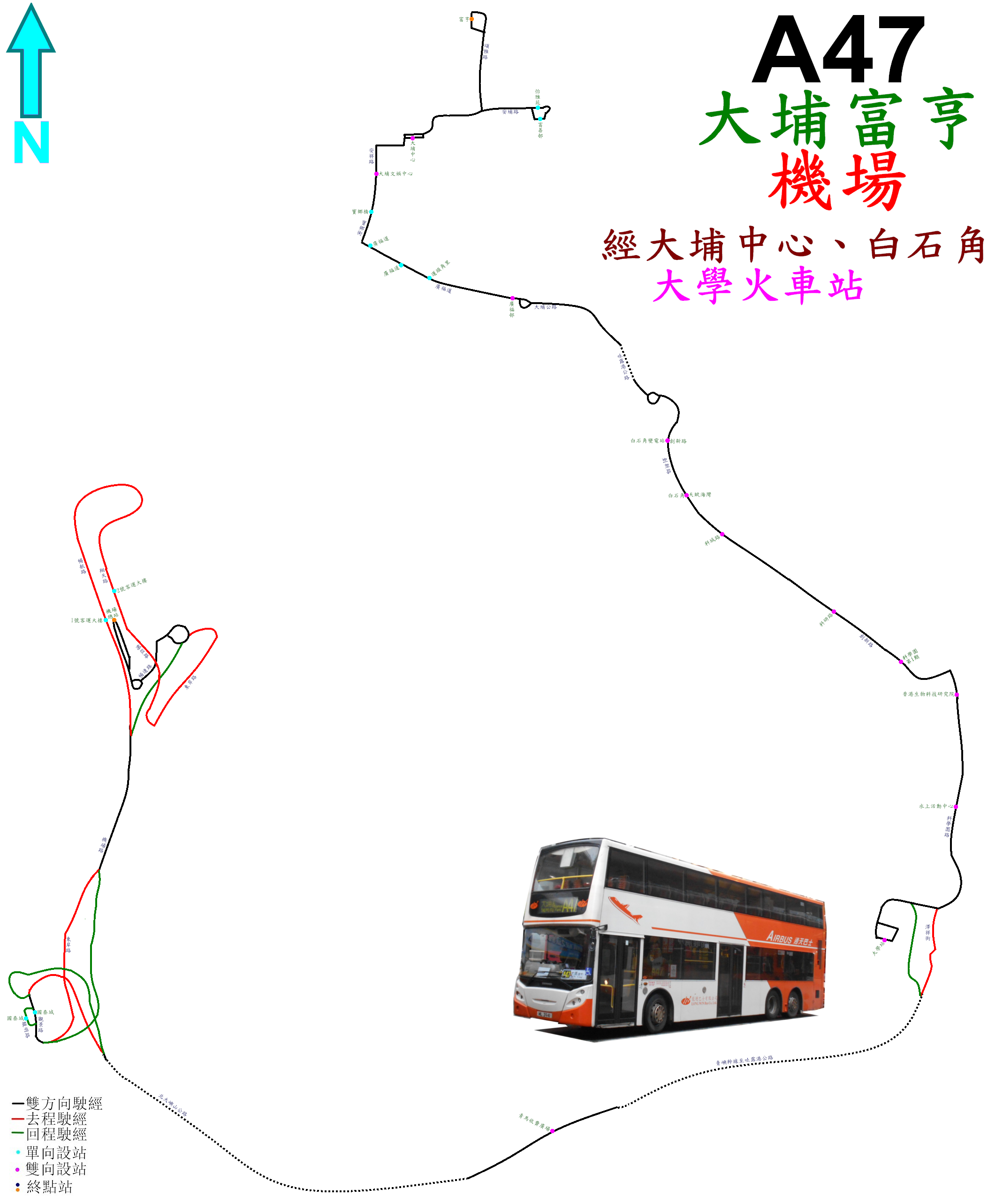
A47線的走線圖

大埔（富亨）開經頌雅路、南運路、安埔路、富善巴士總站、安埔路、大埔中心巴士總站、安慈路、汀角路、大埔太和路、寶鄉橋、寶鄉街、廣福道、大埔公路－元洲仔段、吐露港公路、創新路、科學園路、澤祥街、大學站巴士總站、澤祥街、瑞祥街、吐露港公路、大埔公路－沙田段、青沙公路、昂船洲大橋／青葵公路、南灣隧道／長青隧道、長青公路、青衣西北交匯處、青嶼幹線、北大嶼山公路、駿運路交匯處、觀景路、東岸路、機場路、暢連路、暢航路、翔天路、暢旺路、暢連路、機場南交匯處及暢連路。
機場（地面運輸中心）開經：暢連路、機場南交匯處、機場路、北大嶼山公路、青嶼幹線、青衣西北交匯處、長青公路、南灣隧道／長青隧道、昂船洲大橋／青葵公路、青沙公路、大埔公路－沙田段、吐露港公路、澤祥街、大學站巴士總站、澤祥街、科學園路、創新路、創新路交匯處、吐露港公路、大埔公路－元洲仔段、廣福道、寶鄉街、寶鄉橋、大埔太和路、汀角路、安慈路、大埔中心巴士總站、安埔路、汀角路及頌雅路。

## 沿線車站
| 大埔（富亨）開 | 大埔（富亨）開               | 大埔（富亨）開               | 機場（地面運輸中心）開 | 機場（地面運輸中心）開       | 機場（地面運輸中心）開       |
| 序號           | 車站名稱                     | 位置                         | 序號                   | 車站名稱                     | 位置                         |
| -------------- | ---------------------------- | ---------------------------- | ---------------------- | ---------------------------- | ---------------------------- |
| 1              | 富亨巴士總站                 | 富亨巴士總站                 | 1                      | 機場（地面運輸中心）巴士總站 | 機場（地面運輸中心）巴士總站 |
| 2              | 富善邨                       | 富善巴士總站                 | 2                      | 國泰城                       | 駿明路                       |
| 3              | 大埔中心                     | 大埔中心巴士總站             | 3                      | 青馬收費廣場                 | 北大嶼山公路                 |
| 4              | 大埔文娛中心                 | 安祥路                       | 4                      | 大學站                       | 馬料水公共運輸交匯處         |
| 5              | 廣福道                       | 廣福道                       | 5                      | 水上活動中心                 | 科學園路                     |
| 6              | 運頭角里                     | 廣福道                       | 6                      | 香港生物科技研究院           | 科學園路                     |
| 7              | 廣福邨                       | 大埔公路－元洲仔段           | 7                      | 科學園(第一期)               | 創新路                       |
| 8              | 創新路                       | 創新路                       | 8                      | 科研路                       | 創新路                       |
| 9              | 天賦海灣                     | 創新路                       | 9                      | 科城路                       | 創新路                       |
| 10             | 科城路                       | 創新路                       | 10                     | 白石角                       | 創新路                       |
| 11             | 科研路                       | 創新路                       | 11                     | 白石角變電站                 | 創新路                       |
| 12             | 科學園（第一期）             | 創新路                       | 12                     | 廣福邨                       | 大埔公路－元洲仔段           |
| 13             | 香港生物科技研究院           | 科學園路                     | 13                     | 廣福道                       | 廣福道                       |
| 14             | 水上活動中心                 | 科學園路                     | 14                     | 寶鄉橋                       | 寶鄉街                       |
| 15             | 大學站                       | 馬料水公共運輸交匯處         | 15                     | 安祥路                       | 安祥路                       |
| 16             | 青馬收費廣場                 | 北大嶼山公路                 | 16                     | 大埔中心                     | 大埔中心巴士總站             |
| 17             | 國泰城                       | 觀景路                       | 17                     | 怡雅苑                       | 安埔路                       |
| 18             | 一號客運大樓                 | 暢航路                       | 18                     | 富亨巴士總站                 | 富亨巴士總站                 |
| 19             | 二號客運大樓                 | 翔天徑                       |                        |                              |                              |
| 20             | 機場（地面運輸中心）巴士總站 | 機場（地面運輸中心）巴士總站 |                        |                              |                              |

## 使用狀況
雖然本線是龍運巴士首條取道青沙公路直達機場的常規路線，但因繞經香港科學園，加上班次少及車費高昂，引致客量極低。
直至運輸署在2016至2017年度巴士路線發展計劃中計劃開辦輔助線A47X，該線為全日服務（班次為半小時一班），總站由大埔墟站開出，並增加5輛巴士行走，但本線的服務則維持不變，該線並於2016年8月20日投入服務。
雖然本線行經青沙公路，但因為需繞經白石角，足以抵銷「特快」的意義；事實上本線取道青沙公路導致全程行車里數達54.2公里，剛好超過「最高准許收費」的54公里界線，從而增加全程收費由$27.7至$30.9。

## 外部連結
- A47路線介紹 （页面存档备份，存于）
- i-busnet.com－龍運A47號路線 LWB Rt.A47